# 広瀬駿二
広瀬 駿二（ひろせ しゅんじ、1918年2月5日 - 2006年3月1日）は、日本の大蔵官僚。

## 来歴
山梨県出身。1941年10月 高等試験行政科を合格。同年12月に東京帝国大学法学部政治学科卒業。1942年1月 大蔵省入省。預金部兼銀行局属。1945年4月 福島税務署長。課長補佐、課長時代には主計畑を歩み、国税庁長官官房総務課長などを経て、1963年5月20日 関東信越国税局長。1965年6月18日 理財局次長。1967年8月4日 大臣官房財務調査官（大臣官房担当）。1967年11月7日 証券局長。1969年5月10日 退官。同年5月 関西経済連合会常務理事（〜1971年）。1971年9月 日本万国博覧会記念協会理事。1972年12月 海外経済協力基金理事。1973年1月 商工組合中央金庫副理事長（〜1981年9月20日）。1981年 同顧問。

## 職歴
- 1942年1月：大蔵省入省。預金部 兼 銀行局属[1]。
- 1942年3月：香港占領地総監部付。
- 1943年2月：陸軍司政官・香港占領地総監部付。
- 1944年7月：総務局。
- 1944年7月：大東亜大臣秘書官。
- 1945年4月：福島税務署長。
- 1946年8月：大臣官房文書課。
- 1948年6月：主計局。
- 1951年4月：主計局総務課長補佐。
- 1952年7月：主計局主計官付主査 兼 主計局総務課。
- 1952年8月：主計局主計官補佐。
- 1953年4月：主計局主計官（通商産業、運輸担当）。
- 1954年6月：主計局主計官（通商産業担当）。
- 1955年8月：行政管理庁管理部管理官。
- 1957年8月：行政管理庁行政管理局管理官。
- 1957年8月：主計局主計官 兼 主計局総務課（企画担当）。
- 1958年7月：主計局主計官（総理府、特別機関、司法・警察、大蔵担当）。
- 1960年7月：国税庁長官官房総務課長。
- 1963年5月20日：関東信越国税局長。
- 1965年6月18日：理財局次長。
- 1967年8月4日：大臣官房財務調査官（大臣官房担当）。
- 1967年11月7日：証券局長。
- 1969年5月10日：退官。